# Isola del Liri
Isola del Liri – miejscowość i gmina we Włoszech, w regionie Lacjum, w prowincji Frosinone.
Według danych na rok 2004 gminę zamieszkiwało 11 890 osób, 743,1 os./km².